# Tomentella galzinii
Tomentella galzinii är en svampart som beskrevs av Bourdot 1924. Tomentella galzinii ingår i släktet Tomentella och familjen Thelephoraceae.   Inga underarter finns listade i Catalogue of Life.